# Aleksander Nawarecki
Aleksander Nawarecki (ur. 19 kwietnia 1955 w Katowicach) – polski historyk i teoretyk literatury, profesor Uniwersytetu Śląskiego. Autor wielu książek i podręczników (m.in. serii Przeszłość to dziś – podręczników języka polskiego dla szkół średnich; cz. II; wraz z Dorotą Siwicką). Od 2013 kierował projektem finansowanym przez Narodowy Program Rozwoju Humanistyki, którego zwieńczeniem jest publikacja słownika pt. Ilustrowany słownik terminów literackich. Historia, anegdota, etymologia, współredagowanego przez Beatę Mytych-Forajter i Zbigniewa Kadłubka.
Uczęszczał do II Liceum Ogólnokształcącego im. M. Konopnickiej w Katowicach. Po zdaniu matury studiował polonistykę na Uniwersytecie Śląskim w Katowicach; w 1978 uzyskał magisterium. Następnie przez rok pracował w Pałacu Młodzieży w Katowicach. 
W 1981 roku opublikował swój pierwszy tekst na łamach „Pamiętnika Literackiego” artykułem pt. Sarmacki kanibalizm księdza Baki. Prekursor mikrologicznych badań nad literaturą. Pisana pod kierunkiem profesor Marii Janion praca doktorska dotycząca twórczości księdza Józefa Baki została uznana za spełniającą wymogi pracy habilitacyjnej, wobec czego jako rozprawę doktorską przedstawił w 1992 studium Rzeczy i słowa. Studia o wyobraźni poetyckiej Skamandrytów (promotor: prof. Ireneusz Opacki). W 1993 uzyskał stopień doktora habilitowanego, na podstawie obronionej w IBL monografii Czarny karnawał. „Uwagi o śmierci niechybnej” księdza Baki – poetyka tekstu i paradoksy recepcji; w 1995 otrzymał stanowisko profesora na Uniwersytecie Śląskim.
Następnie rozwijał ideę mikrologii literackiej, tworząc kolejne teksty dotyczące literackiej wybiórczości w postrzeganiu rzeczy (nazwanej przez niego parafernologią), literackiego postrzegania roślin i zwierząt (zoofilologia) oraz tego, co dotychczas uznawano za błahe w dokonaniach „wielkich” pisarzy (pośród nich sam wymienia Mickiewicza i Słowackiego). 

## Publikacje
- Czarny karnawał. „Uwagi śmierci niechybnej” księdza Baki – poetyka tekstu i paradoksy recepcji. Ossolineum, Wrocław 1991.
- Rzeczy i marzenia. Studia o wyobraźni poetyckiej skamandrytów. Wydawnictwo „Śląsk”, Katowice 1993.
- Pokrzywa. Eseje, Wydawnictwo Off-max, Chorzów-Sosnowiec 1996.
- Mały Mickiewicz. Studia mikrologiczne. Wydawnictwo Uniwersytetu Śląskiego, Katowice 2003.
- Lajerman. Wydawnictwo słowo/obraz terytoria, Gdańsk 2010.
- Parafernalia. Wydawnictwo Uniwersytetu Śląskiego, Katowice 2014.
- Dialog troisty. Colloquia o Juliuszu Słowackim. Wydawnictwo IBL PAN, Warszawa 2019 (wspólnie z A. Kotlińskim)[5].